# قثم بن عباس
قثم بن عباس (۱ هجری – ۵۶ هجری) فرزند عباس بن عبدالمطلب پسرعموی محمد پیامبر اسلام است و ولادت وی نزدیک به زمان هجرت محمد و در شهر مکه بوده است. او یکی از اصحاب علی بن ابی طالب است که از سوی وی به فرمانداری مکه منصوب شد و کارگزار وی در حجاز بود.

## در جوانی
وی در زمان درگذشت محمد، از معدود افرادی بود که در غسل و مراسم کفن و دفن شرکت داشت. 

## مناصب و اقدامات وی در زمان خلافت علی بن ابی طالب
در زمانی که علی بن ابی طالب عازم نبرد جمل شد، قثم را به جای خود در مدینه گماشت. سپس وی را به عنوان کارگزار خود در حجاز و فرماندار مکه منصوب کرد. او این سمت ها را تا پایان خلافت علی بن ابی طالب برعهده داشت. 
در سال ۳۹ هجری معاویه ، یزیدبن شجره روهاوی را با سه هزار سپاهی به حجاز فرستاد تا قثم را از فرمانداری مکه را برکنار کند، مردم را بر علی بشوراند و حج را خود برگزار نمایند. قثم چون دریافت که مردم مکه تمایلی به مداخله ندارند، با یزید بن شجره مدارا کرد، تا زمانی که سپاهی که علی از کوفه فرستاده بود به مکه برسد. اما سپاه شام پس از برگزاری حج، مکه را ترک کرد. 

## درگذشت
قثم در زمان معاویه فرماندهی سپاهی در فتوحات مسلمانان ماوراءالنهر را بر دوش داشت. وی سمرقند را گشود و در آنجا به ترویج دین اسلام پرداخت. در آنجا مصلایی بزرگ ساخت و بتخانه را ویران نمود. همچنین به آبادانی آن سرزمین پرداخت. سرانجام در سال ۵۶ هجری در جنگی که در نزدیکی سمرقند با سپاه خاقان چین درگرفت، کشته شد. آرامگاه وی معروف به آرامگاه شاه زنده بیرون شهر سمرقند در کنار قبرستان «بنوناجیه» در قلعه افراسیاب واقع شده است. در زمان تیمور گورکان، در سال ۷۳۵ هجری، آرامگاهی برای وی ساختند.